# Philips Records
Philips Records je hudební vydavatelství, které v roce 1950 založila nizozemská firma Philips specializující se na výrobu elektroniky. Roku 1958 byla tímto vydavatelství založena společnost Fontana Records. Vydavatelství Philips Records se původně specializovala na různé žánry populární hudby a později přešla k hudbě klasické. Mezi umělce, jejichž nahrávky společnost vydávala patří například Shirley Bassey, Harvey Mandel, France Gall nebo skupiny Blue Cheer, Kraftwerk, Manfred Mann's Earth Band, Rika Zaraï a H. P. Lovecraft.